# El penalti más largo del mundo
El penalti más largo del mundo és una pel·lícula espanyola, dirigida pel director i guionista Roberto Santiago, basada en un relat de l'escriptor argentí Osvaldo Soriano, titulat El penal más largo del mundo.
Aquesta pel·lícula compta amb la principal atracció de l'actor protagonista Fernando Tejero, conegut pels seus famosos papers en sèries de televisió com Aquí no hay quien viva o La que se avecina; i altres pel·lícules espanyoles com La chispa de la vida d'Álex de la Iglesia, o El sueño de Iván i Al final del camino, on va treballar també amb el director Roberto Santiago. En aquesta pel·lícula comparteix protagonisme especialment amb Marta Larralde i María Botto.
Va tenir un bon acolliment als cinemes espanyols durant les primeres setmanes després de la seva estrena, encara que posteriorment les crítiques no van ser del tot positives.

## Sinopsi
Fernando (Fernando Tejero) és el porter suplent d'un equip de Tercera Regional anomenat Estrella Polar. No ha jugat un sol minut en tota la temporada, però durant l'últim partit de la lliga, en el qual el seu equip va guanyant per un gol a zero i es juguen l'ascens a Segona Regional, el porter titular es lesiona i l'àrbitre pita un penal en contra del seu equip. En aquest moment arriba l'oportunitat de Fernando, el qual és l'encarregat de parar el penal. Just en el moment en el qual el jugador de l'equip contrari es disposa a llançar-lo, uns seguidors descontrolats i molestos amb la decisió del col·legiat, salten al terreny de joc i el partit és suspès. Es resoldrà la setmana següent en el mateix camp, sense públic i amb els mateixos jugadors. Això implica que Fernando és l'encarregat d'intentar parar el penal i té una setmana per a preparar-se. Si aconsegueix parar-ho, el seu equip ascendirà a Segona Regional per primera vegada en tota la seva història.

## Repartiment
- Fernando Tejero interpreta al personatge de Fernando Díaz. Fernando és el típic noi sense cap mena d'ambició pel futur, que treballa en un supermercat de barri com a reposador de prestatgeries i productes. En el seu temps lliure és el porter suplent d'un equip de futbol de Tercera Regional i no ha jugat ni un minut en tota la temporada. Està enamorat de la filla del seu entrenador, Cecilia. Té una germana tan perduda com ell, amb la qual viu i discuteix constantment, però en el fons el que vol és el millor per a ella. Al principi ningú li para esment, però quan és ell el que ha de parar el penal tots es bolquen en el seu benestar, cosa de la que Fernando s'aprofita de manera subtil.
- Marta Larralde interpreta Cecilia. És la filla de Santos (l'entrenador de l'equip) i manté una relació amorosa amb el porter titular (Román). Al principi menysprea a Fernando però a poc a poc comença a agafar-li afecte gràcies a que la fa riure i al seu bon cor. És amiga d' Ana i confia en ella, a més són companyes de treball en el bar del barri.
- María Botto interpreta al personatge de Ana Díaz. És la germana de Fernando i amiga de Cecilia. Manté una relació amorosa amb Khaled, encara que no acaba de ser feliç amb aquest i comença a sortir amb Santos, contra la voluntat del seu germà. Treballa en el bar del barri amb Cecilia.
- Carlos Kaniowsky interpreta al personatge de Santos. Santos és l'entrenador del Estrella Polar, sofreix i es desviu pel seu treball i l'equip. Confia cegament en Román i gens en Fernando. Està solter, és el pare de Cecilia i intenta convèncer-la perquè surti amb Fernando i que aquest estigui motivat per a parar el penal.
- Benito Sagredo interpreta Román. És el porter titular de l'equip, alguns equips grans li han tirat l'ull, però el Estrella Polar no el ven perquè és l'estrella. Vol a l'equip i es desviu per ell. És cregut i estiratge i manté una relació sentimental amb Cecilia. En la seva relació és gelós i possessiu. Comença a tenir gelosia de Fernando quan Cecilia surt amb ell per a motivar-lo.
- Fernando Cayo interpreta Bilbao. Jugador de l'equip i casat amb Julia. Tots dos tenen un fill que es diu Diego. S'ha quedat sense treball i no sap com explicar-li-ho a la seva esposa.
- Javier Gutiérrez interpreta Rafa. És l'encarregat el quiosc del barri. Sol aconsellar als seus amics del barri i narra els partits de l'equip de futbol amb una gran passió i emoció.
- Cristina Alcázar interpreta al personatge de Julia. Esposa de Bilbao i mare d'un fill. Desitja poder anar de vacances a La Manga del Mar Menor, alguna cosa que està difícil perquè el seu espòs s'ha quedat sense treball i ara tot depèn de si l'equip ascendeix o no a Segona Regional i de les primes que els jugadors obtindrien per les gesta.
- Luis Callejo interpreta Khaled. Té un fill i manté una relació sentimental des de fa un any amb Ana, encara que aquesta relació no acaba de funcionar. És musulmà i company de treball i d'equip de Fernando.
- Enrique Villén interpreta al personatge d' Adrián; és l'amo del supermercat on treballa Fernando i el president de l'equip de futbol. Desitja sobre totes les coses que tot li vagi bé al seu equip i lluita i es preocupa per això.
- Héctor Colomé interpreta al personatge de Rodríguez.[5]

## Producció
La història d' El penalti más largo del mundo va començar a desenvolupar-se el 2001 encara que no va ser fins a 2003 quan el seu director i guionista va acabar el guió definitiu.
Finalitzada la seva primera pel·lícula, Hombres felices, i quan encara no s'havia estrenat en la pantalla gran, a Roberto Santiago, després de llegir en premsa el relat de l'argentí Osvaldo Soriano El penal más largo del mundo, li va sorgir la idea d'escriure una obra on es combinés futbol i comèdia. Ajudat per la seva productora Tornasol, la qual li va proporcionar diferents relats de l'autor argentí, van voler desenvolupar una història on no sols el futbol fos el protagonista d'aquesta, sinó una història còmica on es narressin diferents històries d'amor entre els protagonistes servint com a excusa l'esport rei.
El 2001 Roberto Santiago, impulsat per la seva productora Tornasol i basada en el relat de l'argentí Osvaldo Soriano va començar a escriure la història del guió que després traslladaria al cinema. Després de l'estrena de Días de fútbol (2003) de David Serrano, al director i guionista d'aquesta pel·lícula li van poder sorgir els dubtes de la comparativa que hi hauria entre totes dues per la possible similitud en la temàtica, però molt aviat aquests dubtes es van esfumar, ja que es va comprovar que eren pel·lícules que tractaven històries totalment oposades i que només tenen en comú el futbol i a Fernando Tejero qui apareix en el repartiment de totes dues pel·lícules.
Fernando Tejero, el protagonista principal de la pel·lícula i un dels actors més populars d'Espanya, es va donar a conèixer a partir de 2003, quan va aparèixer en la pel·lícula Días de fútbol (2003) de David Serrano i a la sèrie de televisió Aquí no hay quien viva del grup Antena 3. Malgrat que l'estrena de la pel·lícula va ser després que es convertís en un dels actors més famosos i mediàtics del cinema espanyol, Roberto Santiago es va fixar en ell molt abans que això ocorregués i malgrat la fama adquirida i la seva revaloració com a actor, Fernando Tejero no va renunciar en cap moment al paper que se li havia encarregat participant així en el rodatge d'aquesta.

## Rodatge
Després d'un laboriós camp de treball que va portar a Roberto Santiago a passar moltíssim temps en les graderies i limítrofs de camps de futbol de diferents barris madrilenys com el de Vallecas observant l'ambient d'abans, durant i després dels partits de regional, les escenes van ser rodades per l'equip de rodatge en Canillejas i Carabanchel.
Roberto Santiago tenia previst que el rodatge durés unes vuit setmanes però finalment van ser set setmanes i mitja les que va durar el mateix. Pel fet que la majoria dels actors no havia practicat l'esport rei mai, el rodatge es va convertir en un treball ardu i complicat.
Es va dur a terme un programa d'entrenament dirigit per l'exfutbolista del Reial Madrid, Luis Hernández, amb l'objectiu que els actors que participaven en les escenes del camp de futbol es familiaritzessin amb aquest esport. Així doncs, la part més complicada de rodar va ser la del camp de futbol ja que les escenes estaven totalment coreografiadas i el rodatge es va dur a terme en ple mes de juliol sota un intens calor sufocant.
Finalment, les conseqüències del dur treball que van dur a terme els actors en les escenes del rodatge es van veure reflectides en què dos d'ells, Benito Sagredo i Fernando Tejero van acabar ingressats a l'hospital.

## Estrena i taquilla
El penalti más largo del mundo va ser estrenada en la pantalla gran el 9 de març de 2005 en més de 200 sales cinematogràfiques. El director, Roberto Santiago, va ser nominat l'any 2006 en els Premis Goya a la categoria de Millor Guió Adaptat.
Es va estimar que la pel·lícula va tenir més d'un milió d'espectadors a les sales de cinema de tot el país. Va entrar en la llista de les 25 pel·lícules més taquilleres a nivell internacional entre l'1 de gener i el 15 d'agost de 2005, col·locant-se en el lloc 21 de la llista amb 4,7 milions d'euros de recaptació en les taquilles dels diferents cinemes de la geografia espanyola.
En l'àmbit espanyol, es va situar com la segona pel·lícula més taquillera de l'any, només per darrere d' El regne del cel, la qual també és considerada com a espanyola per comptar amb gran quantitat de capital nacional.
Només en el primer mes després de la seva estrena en cartellera, la pel·lícula protagonitzada per Fernando Tejero, ja havia estat vista per 621.316 espectadors, recaptant gairebé 3 milions d'euros.
Per a molts crítics cineastes, el gran èxit que va obtenir la pel·lícula als cinemes el van atribuir a l'enorme tirada que el protagonista de la mateixa tenia en aquests moments, més que a la qualitat cinematogràfica que tenia la pel·lícula.
L'encarregada de la seva distribució va ser Cameo, una companyia de gestió de recursos audiovisuals, que comercialitza cinematografia independent, documentals, musicals en DVD, Blu Ray i les diferents plataformes en línia. Entre algunes de les pel·lícules més destacades que aquesta companyia de distribució ha distribuït, es troba la recentment estrenada i gran triomfadora de la XXVII edició dels Premis Goya, Blancaneu, del director Pablo Berger.